# Arisaema sizemoreae
Arisaema sizemoreae là một loài thực vật có hoa trong họ Ráy (Araceae). Loài này được Hett. & Gusman mô tả khoa học đầu tiên năm 2003.